# خاکسپاری (فیلم ۲۰۲۳)
خاکسپاری (به انگلیسی: The Burial) یک فیلم درام حقوقی به کارگردانی مگی بتس بر پایه فیلمنامه‌ای از داگ رایت محصول ۲۰۲۳ آمریکا است. این فیلم بر اساس داستان واقعی وکیل ویلی ای. گری و شکایت موکلش جرمیا جوزف اوکیف علیه شرکت تشییع جنازه لوئن است که در مقاله‌ای به همین نام در سال ۱۹۹۹ در نیویورکر توسط جاناتان هار مستند شده‌است. جیمی فاکس، تامی لی جونز، جرنی اسمالت، مامودو آتی و بیل کمپ در این فیلم ایفای نقش می‌کنند.

## داستان
در سال ۱۹۹۵، ویلی ای. گری، یک وکیل غیر متعارف آسیب‌های شخصی با سابقه‌ای چشمگیر، به جرمایا جوزف اوکیف صاحب خانه ورشکسته کمک می‌کند تا از شرکت تشییع جنازه لوئن به رهبری ریموند لوئن در نتیجه یک اختلاف قراردادی شکایت کند. گری در نهایت ۵۰۰ میلیون دلار رای هیئت منصفه برد و شرکت لوئن اعلام ورشکستگی کرد.

## بازیگران
- جیمی فاکس در نقش ویلی ای. گری
- تامی لی جونز در نقش جرمایا جوزف اوکیف
- جرنی اسمالت در نقش میم داونز
- آلن راک در نقش مایک آلرد
- مامودو آتی در نقش هل داکینز
- پاملا رید در نقش آنت اوکیف
- بیل کمپ در نقش ریموند لوئن
- آماندا وارن در نقش گلوریا گری
- دوریان میسیسک در نقش رجی داگلاس
- لنس ای. نیکولز در نقش جیمز ای. گریوز جونیور.
- بیلی اسلاتر در نقش رابرت اسپری

## تولید
فیلمبرداری اصلی از مارس ۲۰۲۲ در نیواورلئان انجام شد.